# Cerastium pisidicum
Cerastium pisidicum là loài thực vật có hoa thuộc họ Cẩm chướng. Loài này được Ayasligil & Kit Tan mô tả khoa học đầu tiên năm 1984.